# Лутфулла Муталлип
Лутпулла Муталлип (22 ноября 1922 — 17 сентября 1945) — уйгурский поэт, проживавший в Китае, писатель-памфлетист, драматург. Один из основоположников современной демократической уйгурской литературы Восточного Туркестана. Революционер.

## Биография
Сын уйгура-дехканина. Жил в Синьцзяне. Рано вступил на путь политической борьбы и художественного творчества.
Нескольких лет учился в татарской школе города Кульджи, позже стал заниматься изучением русского языка. Поступил в русскую гимназию города Кульджи, затем окончил Урумчинский педагогический институт. После института работал журналистом, служил в Аксуйском театре, где ставились пьесы, написанные по мотивам народных поэм, автором, постановщиком, режиссёром и актёром в которых нередко выступал сам Л. Муталлип.
В начале 1945 года создал подпольную организацию «Искры Восточного Туркестана». Осенью того же года по доносу провокатора все участники подполья во главе с писателем Л. Муталлипом были арестованы. После зверских мучений все они были зарублены гоминдановцами.

## Творчество
Лутпулла Муталлип — автор стихов, пьес, памфлетов, большого количества, отточенных с точки зрения формы, политически острых и актуальных произведений, которые постоянно публиковались в периодической печати.
Новатор в области уйгурского стиха. Мастерски использовал такие канонические формы восточной поэзии, как газель, мухаммас, мувашшах, маснави, мухтамилат, наполняя их новым содержанием, ввëл в уйгурскую поэзию совершенно новые строфические формы.
Произведения поэта сейчас изучаются в уйгурских школах Казахстана, его стихи публикуются на страницах уйгурских газет, дважды издавались в Алма-Ате отдельными сборниками, переведены на узбекский, русский, китайский языки.

## Избранная библиография
- Майская песня
- Молодость как молния